# 정원욱
정원욱(鄭元旭, 1976년 6월 17일 ~ )은 전 KBO 리그 롯데 자이언츠의 투수이며, 현재 모교인 (교명 변경 前 부산상업고등학교) 개성고등학교 야구부 감독이다.

## 출신학교
- 사직초등학교
- 사직중학교
- 부산상업고등학교
- 경성대학교

## 프로 입단 전
부산상업고등학교, 경성대학교를 졸업한 뒤 1999년 롯데 자이언츠의 1차 지명을 받고 입단했는데 본인(정원욱)에 앞서 고교 시절의 혹사 탓인지  투수로서의 가치가 사라진 경남상고 한양대학교 출신 김건덕을 1차 지명 때 포기했다. 이후 2002년 은퇴하여 개성고등학교 코치로 활약하고, 2017년 감독으로 활약한다.

## 연봉
- 1,700만 원